# 雅各貝尼鄉 (錫比烏縣)
46°01′16″N 24°47′37″E / 46.0211111111°N 24.7936111111°E
雅各貝尼鄉（羅馬尼亞語：Comuna Iacobeni, Sibiu），是羅馬尼亞的鄉份，位於該國中部，由錫比烏縣負責管轄，面積104平方公里，海拔高度470米，2007年人口2,616，人口密度每平方公里25人。